# 立体化学
立体化学（りったいかがく、英語：stereochemistry）とは、分子の3次元的な構造のこと、あるいはそれを明らかにするための方法論や、それに由来する物性論などを含めた学問領域をいう。
化学物質の立体的な構造は、その物性に極めて大きな影響を及ぼす。したがって、立体化学は化学のなかでも最も基本的かつ重要な項目である。基本的な分野であるため、講義科目や教科書名で多用される用語である。

## 概要
ある分子について、それを組み立てている元素の種類と数を表したものが分子式である。しかしながら、同じ分子式であっても、各原子同士の結合の種類や方向、すなわち分子構造が異なると、全く性質の異なる分子となる。このように、同じ分子式でありながら構造が異なるものを異性体という。また、ある分子が異性体に変化することを異性化という。
異性体には、大きく分けて構造異性体と立体異性体がある。立体異性体はさらに幾何異性体とジアステレオマーおよび光学異性体（鏡像異性体）に分類される。
立体異性体の原因となるような、通常では非可換な原子の空間的な配置を立体配置という。また、室温で容易に変換しうる空間配置を立体配座という。
以下に立体化学で取り扱われる主な項目を概説するが、詳しくはそれぞれのリンク先を参照されたい。

### 構造異性体
構造異性体とは、分子式は等しいものの、原子のつながり方（示性式）が異なるもの同士をいう。例えば、1-プロパノール CH3−CH2−CH2−OH と2-プロパノール CH3−CH(OH)-CH3 は互いに構造異性体である。

### 立体異性体
立体異性体とは、分子式および構成原子のつながり方までは等しいものの、原子同士の空間的な配置が異なるもの同士をいう。その結合様式の違いから、幾何異性体とジアステレオマーおよびエナンチオマー（光学異性体）に分類される。
不斉源がn個ある場合、その化合物の異性体は2n個でき、そこから2つ選択したときの各々の関係は、ジアステレオマーかエナンチオマー、あるいはメソ体の関係になる。光学異性体を2次元平面上で表すには投影式を用い、光学異性体同士はRSやDLなどの命名法を使って表記する。

#### 幾何異性体
幾何異性体とは、構成原子と結合関係は等しいが、空間的な構造が異なっていて、通常の条件では相互に非可換な異性体を言う。二重結合を持つ物質でのE体とZ体、正八面体型錯体におけるcis体とtrans体などの例がある。

#### ジアステレオマー
ジアステレオマーとは、不斉源を複数持つ化合物のうち、互いに鏡像ではない異性体である。例えば、2つの不斉炭素を持つ化合物において、RR体とRS体の関係をいう。また、この例で言えば、RR体をsyn体、RS体をanti体という。場合によってはerythro体・treo体、あるいはendo体・exo体という分類がされることもある。
ジアステレオマーのうち、特に一箇所だけ不斉が異なるもの同士をエピマーといい、エピマーになることをエピメリ化という。また、糖化合物ではアノマーが生成する。

#### エナンチオマー
エナンチオマー（光学異性体・鏡像異性体）とは、互いに鏡像関係にある異性体である。1つの不斉炭素であれば、R体とS体がエナンチオマーであり、2つの不斉炭素を持つ化合物においては、RR体とSS体がエナンチオマーになる。エナンチオマー同士はキラルであり、旋光度以外の物理的性質は完全に等しいため、分離するには特殊な方法を要する。
一対のエナンチオマーの当量混合物をラセミ体という。これは全く旋光性を示さないが、どちらかの鏡像体が多いと光学活性体となる。化学合成において、どちらか一方のエナンチオマーだけを合成することを不斉合成といい、その立体選択性は鏡像体過剰率で評価される。

### 立体配置と立体配座
立体配置とは、通常の条件では非可換な構造の違いをいい、上記の立体異性体の元になるものである。
立体配座とは、原子団の相対的な立体配置のことをいい、単結合周りの回転のように、自由に変化する。相対的な位置関係によって、単結合回りではゴーシュ・エクリプス・スタッガード・アンチ（トランス）、シクロヘキサンなどの平面に対してはアキシアル・エカトリアルという区別をする。クラム則によって反応性を議論する際などには重要である。

### 立体化学の決定法
単純な有機化合物の場合は、NMRによってほぼ完全に立体化学を決定することができる。近年では新モッシャー法などの発展により、絶対立体配置も決定できるようになってきた。しかし現在のところは、単結晶を作成してX線構造解析をするのが最も確実である。